# Villedoux
Villedoux é uma comuna francesa na região administrativa da Nova Aquitânia, no departamento de Charente-Maritime. Estende-se por uma área de 15,84 km². Em 2010 a comuna tinha 2 252 habitantes (densidade: 142,2 hab./km²).